# Delray Beach International Tennis Championships 2008 - Qualificazioni singolare
Le qualificazioni del singolare  del Delray Beach International Tennis Championships 2008 sono state un torneo di tennis preliminare per accedere alla fase finale della manifestazione. I vincitori dell'ultimo turno sono entrati di diritto nel tabellone principale. In caso di ritiro di uno o più giocatori aventi diritto a questi sono subentrati i lucky loser, ossia i giocatori che hanno perso nell'ultimo turno ma che avevano una classifica più alta rispetto agli altri partecipanti che avevano comunque perso nel turno finale.
Le qualificazioni del torneo Delray Beach International Tennis Championships  2008 prevedevano 32 partecipanti di cui 4 sono entrati nel tabellone principale.

## Teste di serie
1. Amer Delić (Qualificato)
2. Aisam-ul-Haq Qureshi (primo turno)
3. Flávio Saretta (secondo turno)
4. Alex Bogomolov Jr. (ultimo turno)

1. Rajeev Ram (primo turno)
2. Maks Mirny (ultimo turno)
3. Alex Kuznetsov (secondo turno)
4. Jesse Witten (secondo turno)

## Qualificati
1. Amer Delić
2. Marco Crugnola

1. Luka Gregorc
2. Kei Nishikori

## Tabellone

### Legenda
| - Q = Qualificato - WC = Wild card - LL = Lucky loser | - ALT = Alternate - SE = Special Exempt - PR = Protected Ranking | - w/o = Walkover - r = Ritirato - d = Squalificato |

### Sezione 1
|  | Primo turno       | Primo turno       | Primo turno       | Primo turno | Primo turno |  |  | Secondo turno | Secondo turno   | Secondo turno   | Secondo turno | Secondo turno |    |    | Ultimo turno | Ultimo turno | Ultimo turno | Ultimo turno | Ultimo turno |  |
|  |                   |                   |                   |             |             |  |  |               |                 |                 |               |               |    |    |              |              |              |              |              |  |
|  | 1                 | Amer Delić        | Amer Delić        | 6           | 6           |  |  |               |                 |                 |               |               |    |    |              |              |              |              |              |  |
|  |                   | Hugo Armando      | Hugo Armando      | 4           | 4           |  |  | 1             | Amer Delić      | Amer Delić      | 7             | 6             |    |    |              |              |              |              |              |  |
|  | Daniel Lustig     | Daniel Lustig     | Daniel Lustig     | 7           | 6           |  |  |               | Daniel Lustig   | Daniel Lustig   | 6(1)          | 3             |    |    |              |              |              |              |              |  |
|  | Ričardas Berankis | Ričardas Berankis | Ričardas Berankis | 5           | 4           |  |  |               |                 |                 |               |               |    |    | 1            | Amer Delić   | Amer Delić   | 7            | 7            |  |
|  | Michael McClune   | Michael McClune   | 6                 | 4           | 6           |  |  |               |                 | 6               | Maks Mirny    | Maks Mirny    | 64 | 68 |              |              |              |              |              |  |
|  | Chase Buchanan    | Chase Buchanan    | 2                 | 6           | 4           |  |  |               | Michael McClune | Michael McClune | 1             | 68            |    |    |              |              |              |              |              |  |
|  | 6                 | Maks Mirny        | 64                | 7           | 6           |  |  | 6             | Maks Mirny      | Maks Mirny      | 6             | 7             |    |    |              |              |              |              |              |  |
|  |                   | Noam Okun         | 7                 | 6           | 4           |  |  |               |                 |                 |               |               |    |    |              |              |              |              |              |  |

### Sezione 2
|  | Primo turno      | Primo turno          | Primo turno          | Primo turno | Primo turno |  |  | Secondo turno  | Secondo turno    | Secondo turno    | Secondo turno    | Secondo turno    |   |    | Ultimo turno   | Ultimo turno   | Ultimo turno   | Ultimo turno | Ultimo turno |  |
|  |                  |                      |                      |             |             |  |  |                |                  |                  |                  |                  |   |    |                |                |                |              |              |  |
|  |                  | Marco Crugnola       | Marco Crugnola       | 6           | 6           |  |  |                |                  |                  |                  |                  |   |    |                |                |                |              |              |  |
|  | 2                | Aisam-ul-Haq Qureshi | Aisam-ul-Haq Qureshi | 2           | 4           |  |  | Marco Crugnola | Marco Crugnola   | 3                | 7                | 7                |   |    |                |                |                |              |              |  |
|  | Pavel Chekhov    | Pavel Chekhov        | Pavel Chekhov        | 6           | 7           |  |  | Pavel Chekhov  | Pavel Chekhov    | 6                | 5                | 5                |   |    |                |                |                |              |              |  |
|  | Stefano Ianni    | Stefano Ianni        | Stefano Ianni        | 3           | 5           |  |  |                |                  |                  |                  |                  |   |    | Marco Crugnola | Marco Crugnola | Marco Crugnola | 6            | 7            |  |
|  | Phillip Simmonds | Phillip Simmonds     | 5                    | 7           | 6           |  |  |                |                  | Phillip Simmonds | Phillip Simmonds | Phillip Simmonds | 4 | 64 |                |                |                |              |              |  |
|  | Philip Bester    | Philip Bester        | 7                    | 64          | 4           |  |  |                | Phillip Simmonds | Phillip Simmonds | 6                | 6                |   |    |                |                |                |              |              |  |
|  | 7                | Alex Kuznetsov       | Alex Kuznetsov       | 6           | 7           |  |  | 7              | Alex Kuznetsov   | Alex Kuznetsov   | 3                | 4                |   |    |                |                |                |              |              |  |
|  |                  | Ryan Sweeting        | Ryan Sweeting        | 4           | 63          |  |  |                |                  |                  |                  |                  |   |    |                |                |                |              |              |  |

### Sezione 3
|  | Primo turno    | Primo turno    | Primo turno    | Primo turno | Primo turno |  |  | Secondo turno  | Secondo turno  | Secondo turno  | Secondo turno  | Secondo turno  |   |   | Ultimo turno | Ultimo turno | Ultimo turno | Ultimo turno | Ultimo turno |  |
|  |                |                |                |             |             |  |  |                |                |                |                |                |   |   |              |              |              |              |              |  |
|  | 3              | Flávio Saretta | 4              | 6           | 6           |  |  |                |                |                |                |                |   |   |              |              |              |              |              |  |
|  |                | Todd Widom     | 6              | 3           | 4           |  |  | 3              | Flávio Saretta | 4              | 6              | 2              |   |   |              |              |              |              |              |  |
|  | Luka Gregorc   | Luka Gregorc   | Luka Gregorc   | 6           | 6           |  |  |                | Luka Gregorc   | 6              | 3              | 6              |   |   |              |              |              |              |              |  |
|  | Gastão Elias   | Gastão Elias   | Gastão Elias   | 4           | 4           |  |  |                |                |                |                |                |   |   | Luka Gregorc | Luka Gregorc | Luka Gregorc | 6            | 6            |  |
|  | Kamil Capkovic | Kamil Capkovic | Kamil Capkovic | 6           | 7           |  |  |                |                | Kamil Capkovic | Kamil Capkovic | Kamil Capkovic | 3 | 4 |              |              |              |              |              |  |
|  | Daniel Yoo     | Daniel Yoo     | Daniel Yoo     | 4           | 6           |  |  | Kamil Capkovic | Kamil Capkovic | 3              | 6              | 6              |   |   |              |              |              |              |              |  |
|  |                | Conor Niland   | 7              | 5           | 6           |  |  | Conor Niland   | Conor Niland   | 6              | 3              | 2              |   |   |              |              |              |              |              |  |
|  | 5              | Rajeev Ram     | 65             | 7           | 2           |  |  |                |                |                |                |                |   |   |              |              |              |              |              |  |

### Sezione 4
|  | Primo turno     | Primo turno        | Primo turno        | Primo turno | Primo turno |  |  | Secondo turno | Secondo turno      | Secondo turno | Secondo turno | Secondo turno |   |   | Ultimo turno | Ultimo turno       | Ultimo turno       | Ultimo turno | Ultimo turno |  |
|  |                 |                    |                    |             |             |  |  |               |                    |               |               |               |   |   |              |                    |                    |              |              |  |
|  | 4               | Alex Bogomolov Jr. | Alex Bogomolov Jr. | 7           | 7           |  |  |               |                    |               |               |               |   |   |              |                    |                    |              |              |  |
|  |                 | Alberto Francis    | Alberto Francis    | 64          | 64          |  |  | 4             | Alex Bogomolov Jr. | 4             | 6             | 6             |   |   |              |                    |                    |              |              |  |
|  | Nicholas Monroe | Nicholas Monroe    | Nicholas Monroe    | 6           | 6           |  |  |               | Nicholas Monroe    | 6             | 1             | 3             |   |   |              |                    |                    |              |              |  |
|  | Ty Trombetta    | Ty Trombetta       | Ty Trombetta       | 4           | 4           |  |  |               |                    |               |               |               |   |   | 4            | Alex Bogomolov Jr. | Alex Bogomolov Jr. | 2            | 5            |  |
|  | Kei Nishikori   | Kei Nishikori      | Kei Nishikori      | 6           | 6           |  |  |               |                    |               | Kei Nishikori | Kei Nishikori | 6 | 7 |              |                    |                    |              |              |  |
|  | Nicolás Todero  | Nicolás Todero     | Nicolás Todero     | 2           | 3           |  |  |               | Kei Nishikori      | Kei Nishikori | 6             | 6             |   |   |              |                    |                    |              |              |  |
|  | 8               | Jesse Witten       | Jesse Witten       | 6           | 6           |  |  | 8             | Jesse Witten       | Jesse Witten  | 4             | 4             |   |   |              |                    |                    |              |              |  |
|  |                 | Filip Krajinović   | Filip Krajinović   | 0           | 2           |  |  |               |                    |               |               |               |   |   |              |                    |                    |              |              |  |